# Banville
Banville és un municipi francès situat al departament de Calvados i a la regió de Normandia. L'any 2007 tenia 622 habitants.

## Demografia

### Població
El 2007 la població de fet de Banville era de 622 persones. Hi havia 219 famílies de les quals 44 eren unipersonals (24 homes vivint sols i 20 dones vivint soles), 61 parelles sense fills, 90 parelles amb fills i 24 famílies monoparentals amb fills.
La població ha evolucionat segons el següent gràfic:
Habitants censats

### Habitatges
El 2007 hi havia 274 habitatges, 225 eren l'habitatge principal de la família, 37 eren segones residències i 11 estaven desocupats. 272 eren cases i 2 eren apartaments. Dels 225 habitatges principals, 193 estaven ocupats pels seus propietaris, 24 estaven llogats i ocupats pels llogaters i 8 estaven cedits a títol gratuït; 10 tenien dues cambres, 19 en tenien tres, 57 en tenien quatre i 139 en tenien cinc o més. 169 habitatges disposaven pel capbaix d'una plaça de pàrquing. A 72 habitatges hi havia un automòbil i a 136 n'hi havia dos o més.

### Piràmide de població
La piràmide de població per edats i sexe el 2009 era:
| Homes | Edats   | Dones |
| ----- | ------- | ----- |
| 0     | 95 o +  | 0     |
| 0     | 90 a 94 | 0     |
| 0     | 85 a 89 | 8     |
| 0     | 80 a 84 | 0     |
| 4     | 75 a 79 | 16    |
| 4     | 70 a 74 | 0     |
| 4     | 65 a 69 | 8     |
| 12    | 60 a 64 | 12    |
| 24    | 55 a 59 | 16    |
| 20    | 50 a 54 | 20    |
| 16    | 45 a 49 | 32    |
| 28    | 40 a 44 | 16    |
| 36    | 35 a 39 | 16    |
| 16    | 30 a 34 | 44    |
| 24    | 25 a 29 | 16    |
| 16    | 20 a 24 | 20    |
| 20    | 15 a 19 | 28    |
| 16    | 10 a 14 | 24    |
| 12    | 5 a 9   | 24    |
| 16    | 0 a 4   | 28    |

## Economia
El 2007 la població en edat de treballar era de 417 persones, 299 eren actives i 118 eren inactives. De les 299 persones actives 279 estaven ocupades (148 homes i 131 dones) i 20 estaven aturades (10 homes i 10 dones). De les 118 persones inactives 47 estaven jubilades, 37 estaven estudiant i 34 estaven classificades com a «altres inactius».

### Ingressos
El 2009 a Banville hi havia 239 unitats fiscals que integraven 658,5 persones, la mediana anual d'ingressos fiscals per persona era de 18.538 €.

### Activitats econòmiques
Dels 15 establiments que hi havia el 2007, 1 era d'una empresa extractiva, 1 d'una empresa alimentària, 3 d'empreses de construcció, 3 d'empreses de comerç i reparació d'automòbils, 2 d'empreses de transport, 1 d'una empresa financera i 4 d'empreses de serveis.
Dels 3 establiments de servei als particulars que hi havia el 2009, 1 era un paleta, 1 fusteria i 1 lampisteria.
L'únic establiment comercial que hi havia el 2009 era una fleca.
L'any 2000 a Banville hi havia 12 explotacions agrícoles que ocupaven un total de 480 hectàrees.

## Equipaments sanitaris i escolars
El 2009 hi havia una escola maternal integrada dins d'un grup escolar amb les comunes properes formant una escola dispersa.

## Poblacions més properes
El següent diagrama mostra les poblacions més properes.